# Penicillidia dufourii
Penicillidia dufourii is een vliegensoort uit de familie van de luisvliegen (Hippoboscidae). De wetenschappelijke naam van de soort is voor het eerst geldig gepubliceerd in 1835 door Westwood.